# Ställdalen
Ställdalen è un'area urbana della Svezia situata nel comune di Ljusnarsberg, contea di Halland.
La popolazione rilevata nel censimento 2010 era di 539 abitanti .